# Malacoraja senta
Malacoraja senta är en rockeart som först beskrevs av Garman 1885.  Malacoraja senta ingår i släktet Malacoraja och familjen egentliga rockor. IUCN kategoriserar arten globalt som starkt hotad. Inga underarter finns listade i Catalogue of Life.